# Клаус (деревня)
Кла́ус — деревня в Москаленском районе Омской области России. Входит в Екатериновское сельское поселение.

## География
Деревня расположена в лесостепи в пределах Ишимской равнины, относящейся к Западно-Сибирской равнине. Реки и озёра в границах деревни отсутствуют. В окрестностях берёзовые и берёзово-осиновые колки. Почвы — чернозёмы языковатые обыкновенные.
Деревня прилегает к юго-восточной окраине Москаленок. По автомобильным дорогам расстояние до областного центра города Омск — 100 км. Ближайшая железнодорожная станция расположена в посёлке Москаленки.

## История
Основана в 1910 году переселенцами из Причерноморья. До 1917 года хутор в составе Николаевской волости Омского уезда Акмолинской области. Лютеранский приход был в городе Омске.

## Население
| 1920 | 1926 | 1970 | 1979 | 1989 | 2010 |
| ---- | ---- | ---- | ---- | ---- | ---- |
| 114  | ↗210 | ↗496 | ↘432 | ↗636 | ↘461 |